# 卡罗利娜·普利斯科娃
卡羅利娜·普里斯科娃（捷克語：Karolína Plíšková，1992年3月21日—），捷克女子網球運動員，單打最高世界排名第一。
2016年美國網球公開賽，普利斯科娃一路上淘汰大威廉絲與小威廉絲，在決賽上不敵安杰莉克·科贝尔獲得亞軍。儘管2017年溫網女單，普利斯科娃早早的輸球退出競爭，但憑藉著上半賽季的優異表現，在2017年7月17日的排名登上WTA女單世界第一，成為史上第23位世界球后。

其双胞胎姐姐克莉絲汀娜·普利斯科娃也是一名網球選手，左手持拍。
普利斯科娃技术风格类似已退役的美国名将达文波特，发球正手实力强劲，属于攻击力较强的底线球员。但是普利斯科娃步伐到位慢，击球节奏较为单一的弱点也比较突出。
2019年《福布斯》統計收入最高的女運動員，普里斯科娃以年收入630萬美元，排名第8名。

## 大滿貫

### 女單亞軍（1）
| 年份 | 比賽 | 場地 | 決賽對手 | 對手國籍 | 勝方比分      |
| ---- | ---- | ---- | -------- | -------- | ------------- |
| 2016 | 美網 | 硬地 | 克伯     | 德國     | 6–3、4–6、6–4 |